# La Maison de l'Escrime
 (décembre 2016).
Si vous disposez d'ouvrages ou d'articles de référence ou si vous connaissez des sites web de qualité traitant du thème abordé ici, merci de compléter l'article en donnant les références utiles à sa vérifiabilité et en les liant à la section « Notes et références ».
La Maison de l'Escrime est un club d'escrime actif à Bruxelles, Belgique et détenteur de nombreux titres nationaux. Le club est par ailleurs dépositaire du « Serment des escrimeurs de Bruxelles », ou « Serment des saints Michel et Gudule ».

## Histoire
La Maison de l'Escrime a été créé en novembre 1961 par Charles Debeur, escrimeur olympique belge et mécène de l'escrime belge. Il est aujourd'hui le club d'escrime belge qui compte le plus d'adhérents. Trois armes de l'escrime y sont pratiquées, le fleuret, l'épée et le sabre. Le club accueille toutes les catégories d'âge, et aussi bien des pratiquants récréatifs que des tireurs se destinant à la compétition. Le club organise chaque année deux compétitions internationales. D'une part le Challenge Maître André Verhalle, à l'honneur de Maître André Verhalle, un grand maître et grand tireur belge, qui a contribué à de nombreux succès du club. Il s'agit d'une compétition internationale à l'épée par équipes messieurs. Et d'autre part le challenge Claude Hulin, en l'honneur de Claude Hulin-Lecomte, ancienne tireuse olympique du club. Cette compétition, également à l'épée, se tire par équipes de deux mixtes. Ces deux compétitions se tiennent toujours le 1er week-end de décembre.

## Serment des Escrimeurs de Bruxelles

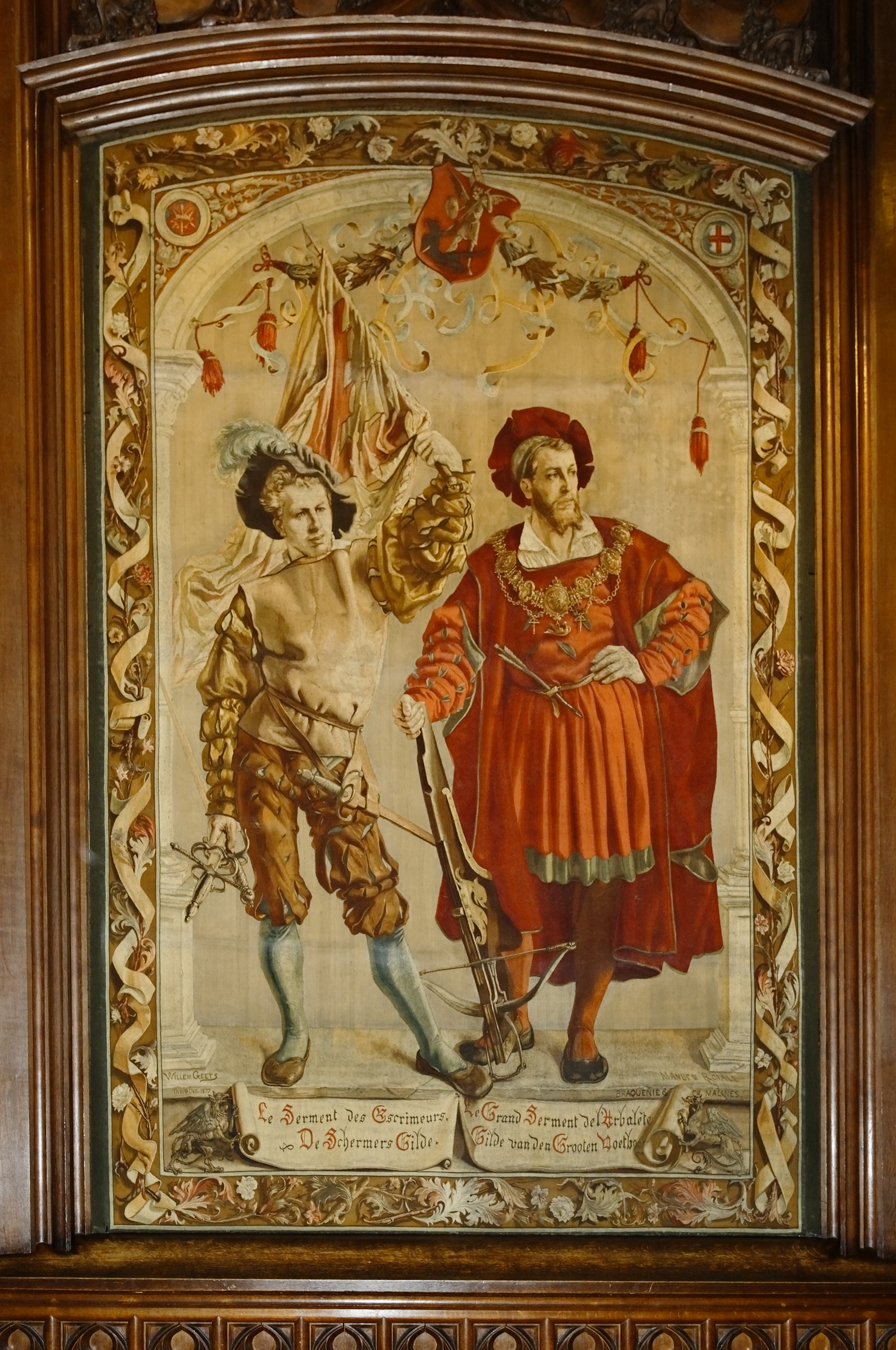
Tapisserie historique évoquant le Serment des Escrimeurs de Bruxelles.

Le club est par ailleurs dépositaire du « Serment des escrimeurs de Bruxelles », ou « Serment des saints Michel et Gudule ». Né en 1480, ce serment réunissait les escrimeurs qui participaient à la défense de la ville de Bruxelles. Interdit sous Napoléon Ier, il fut réhabilité après la création du royaume de Belgique, en forme civile. Au titre de dépositaire du Serment, les tireurs de la Maison de l'Escrime participent chaque année aux processions de l'Ommegang,.
La Région Bruxelloise a repris les Serments Bruxellois, dont le Serment des Escrimeurs, dans l'inventaire du patrimoine immatériel et culturel de la Région 

## Palmarès du club
La Maison de l'Escrime a décroché les titres de champions de Belgique par équipe à l'épée dames et l'épée messieurs en 2016, et à l'épée messieurs en 2019.